# Palmatyna
Palmatyna – organiczny związek chemiczny z grupy alkaloidów izochinolinowych pochodzenia roślinnego, należący do klasy protoberberyn. Występuje m.in. w berberysie.